# Anna Koncewa
Anna Koncewa (ukr. Анна Концева; ur. 1 lutego 1984 w Dniepropetrowsku) – ukraińska wioślarka.

## Osiągnięcia
- Mistrzostwa Świata – Eton 2006 – ósemka – 12. miejsce[1].
- Mistrzostwa Europy – Poznań 2007 – ósemka – 5. miejsce[1].
- Mistrzostwa Świata – Linz 2008 – czwórka bez sternika – 7. miejsce[1].
- Mistrzostwa Europy – Ateny 2008 – ósemka – 6. miejsce[1].